# サン・ドナート・ミラネーゼ
サン・ドナート・ミラネーゼ（伊: San Donato Milanese）は、イタリア共和国ロンバルディア州ミラノ県にある、人口約32,000人の基礎自治体（コムーネ）。

## 地理

### 位置・広がり

#### 隣接コムーネ
隣接するコムーネは以下の通り。
- ロカーテ・ディ・トリウルツィ
- メディリア
- ミラノ
- オーペラ
- ペスキエーラ・ボッロメーオ
- サン・ジュリアーノ・ミラネーゼ

### 地震分類
イタリアの地震リスク階級 (it) では、3 に分類される
。

## 行政

### 分離集落
サン・ドナート・ミラネーゼには、以下の分離集落（フラツィオーネ）がある。
- Bolgiano, Metanopoli, Poasco, Sorigherio